# アベンジャーズ・アッセンブル (サウンドトラック)
『アベンジャーズ オリジナル･サウンドトラック』（Avengers Assemble: Original Motion Picture Soundtrack）は、アラン・シルヴェストリが作曲した、マーベル・スタジオの映画『アベンジャーズ』の音楽を収めたアルバムであり、2012年5月1日に発売された。また同日に多数のアーティストの楽曲を収めた『アベンジャーズ・アッセンブル』（Avengers Assemble: Music from and Inspired by the Motion Picture）も発売された。

## アベンジャーズ オリジナル･サウンドトラック
2011年11月、『キャプテン・アメリカ/ザ・ファースト・アベンジャー』の映画音楽を手がけたアラン・シルヴェストリが『アベンジャーズ』でも作曲することがマーベルより発表された。作業はロンドンのアビー・ロード・スタジオでロンドン交響楽団とともに行われた。シルヴェストリは『キャプテン・アメリカ』のテーマを再利用し、さらに新しいものを導入した。スコア・アルバムは2012年5月1日に発売された。

### トラック・リスト
| 全作詞・作曲: アラン・シルヴェストリ。 |                                                |                        |                        |      |
| #                                      | タイトル                                       | 作詞                   | 作曲・編曲             | 時間 |
| 1.                                     | 「アライバル」                                 | アラン・シルヴェストリ | アラン・シルヴェストリ | 2:59 |
| 2.                                     | 「ドアーズ・オープン・フロム・ボース・サイズ」 | アラン・シルヴェストリ | アラン・シルヴェストリ | 2:48 |
| 3.                                     | 「タネル・チェイス」                           | アラン・シルヴェストリ | アラン・シルヴェストリ | 2:36 |
| 4.                                     | 「スターク・ゴーズ・グリーン」                 | アラン・シルヴェストリ | アラン・シルヴェストリ | 2:41 |
| 5.                                     | 「ヘリキャリア」                               | アラン・シルヴェストリ | アラン・シルヴェストリ | 2:09 |
| 6.                                     | 「サブジャゲイション」                         | アラン・シルヴェストリ | アラン・シルヴェストリ | 3:00 |
| 7.                                     | 「ドント・テイク・マイ・スタッフ」             | アラン・シルヴェストリ | アラン・シルヴェストリ | 4:42 |
| 8.                                     | 「レッド・レジャー」                           | アラン・シルヴェストリ | アラン・シルヴェストリ | 5:11 |
| 9.                                     | 「アサルト」                                   | アラン・シルヴェストリ | アラン・シルヴェストリ | 4:26 |
| 10.                                    | 「ゼイ・コールド・イット」                     | アラン・シルヴェストリ | アラン・シルヴェストリ | 2:41 |
| 11.                                    | 「パフォーマンス・イシューズ」                 | アラン・シルヴェストリ | アラン・シルヴェストリ | 3:35 |
| 12.                                    | 「シーイング、ノット・ビリービング」           | アラン・シルヴェストリ | アラン・シルヴェストリ | 4:25 |
| 13.                                    | 「アッセンブル」                               | アラン・シルヴェストリ | アラン・シルヴェストリ | 4:31 |
| 14.                                    | 「アイ・ゴット・ア･ライド」                    | アラン・シルヴェストリ | アラン・シルヴェストリ | 4:00 |
| 15.                                    | 「ア・リトル・ヘルプ」                         | アラン・シルヴェストリ | アラン・シルヴェストリ | 3:14 |
| 16.                                    | 「ワン・ウェイ・トリップ」                     | アラン・シルヴェストリ | アラン・シルヴェストリ | 5:50 |
| 17.                                    | 「プロミス」                                   | アラン・シルヴェストリ | アラン・シルヴェストリ | 3:34 |
| 18.                                    | 「アベンジャーズ」                             | アラン・シルヴェストリ | アラン・シルヴェストリ | 2:03 |

デジタル版と同時にCD版がイントラーダ・レコーズが発売された。CD版には「Interrogation」が追加されている。
| 全作詞・作曲: アラン・シルヴェストリ。 |                                |                        |                        |      |
| #                                      | タイトル                       | 作詞                   | 作曲・編曲             | 時間 |
| 1.                                     | 「Arrival」                    | アラン・シルヴェストリ | アラン・シルヴェストリ | 2:59 |
| 2.                                     | 「Doors Open From Both Sides」 | アラン・シルヴェストリ | アラン・シルヴェストリ | 3:29 |
| 3.                                     | 「Tunnel Chase」               | アラン・シルヴェストリ | アラン・シルヴェストリ | 4:47 |
| 4.                                     | 「Interrogation」              | アラン・シルヴェストリ | アラン・シルヴェストリ | 2:38 |
| 5.                                     | 「Stark Goes Green」           | アラン・シルヴェストリ | アラン・シルヴェストリ | 4:46 |
| 6.                                     | 「Helicarrier」                | アラン・シルヴェストリ | アラン・シルヴェストリ | 2:09 |
| 7.                                     | 「Subjugation」                | アラン・シルヴェストリ | アラン・シルヴェストリ | 3:40 |
| 8.                                     | 「Don't Take My Stuff」        | アラン・シルヴェストリ | アラン・シルヴェストリ | 5:06 |
| 9.                                     | 「Red Ledger」                 | アラン・シルヴェストリ | アラン・シルヴェストリ | 5:10 |
| 10.                                    | 「Assault」                    | アラン・シルヴェストリ | アラン・シルヴェストリ | 4:25 |
| 11.                                    | 「They Called It」             | アラン・シルヴェストリ | アラン・シルヴェストリ | 2:41 |
| 12.                                    | 「Performance Issues」         | アラン・シルヴェストリ | アラン・シルヴェストリ | 4:56 |
| 13.                                    | 「Seeing, Not Believing」      | アラン・シルヴェストリ | アラン・シルヴェストリ | 4:25 |
| 14.                                    | 「Assemble」                   | アラン・シルヴェストリ | アラン・シルヴェストリ | 5:21 |
| 15.                                    | 「I Got a Ride」               | アラン・シルヴェストリ | アラン・シルヴェストリ | 4:00 |
| 16.                                    | 「A Little Help」              | アラン・シルヴェストリ | アラン・シルヴェストリ | 3:49 |
| 17.                                    | 「One Way Trip」               | アラン・シルヴェストリ | アラン・シルヴェストリ | 5:50 |
| 18.                                    | 「A Promise」                  | アラン・シルヴェストリ | アラン・シルヴェストリ | 3:34 |
| 19.                                    | 「The Avengers」               | アラン・シルヴェストリ | アラン・シルヴェストリ | 2:03 |

## アベンジャーズ・アッセンブル
| 専門評論家によるレビュー | 専門評論家によるレビュー |
| レビュー・スコア         | レビュー・スコア         |
| 出典                     | 評価                     |
| ------------------------ | ------------------------ |
| Allmusic                 | [ 6 ]                    |

2012年3月、アメリカ合衆国のオルタナティヴ・ロック・バンドのサウンドガーデンは公式facebookにて、「リヴ・トゥ・ライズ」を本作サウンドトラックに提供するために書いたことを発表した。さらにインドのロックバンドのアグニーは、インドでの映画公開時のテーマ曲である "Hello Andhero" のミュージックビデオを公開した。サウンドトラック盤は2012年5月1日にハリウッド・レコードより発売された。

### トラック・リスト
| #   | タイトル                                                             | 作詞・作曲                                                            | アーティスト                       | 時間 |
| --- | -------------------------------------------------------------------- | --------------------------------------------------------------------- | ---------------------------------- | ---- |
| 1.  | 「リヴ・トゥ・ライズ」                                               | クリス・コーネル                                                      | サウンドガーデン                   | 4:40 |
| 2.  | 「ダート・アンド・ロージズ」                                         | Brent Smith, Eric Bass, Dave Bassett                                  | シャインダウン                     | 3:39 |
| 3.  | 「イーヴン・イフ・アイ・クッド」                                     | Tim McIlrath, Joe Principe, Brandon Barnes, Zach Blair                | ライズ・アゲインスト               | 3:14 |
| 4.  | 「イーヴン・イフ・アイ・クッド」                                     | パパ・ローチ, James Michael                                           | パパ・ローチ                       | 3:16 |
| 5.  | 「アンブロークン」                                                   | Andy Biersack, Jacob Pitts, Jeremy Ferguson, Blair Daly, Sean Beavan  | ブラック・ベイル・ブライズ         | 3:27 |
| 6.  | 「ブリーズ」                                                         | スコット・ウェイランド、Doug Grean                                    | スコット・ウェイランド             | 3:17 |
| 7.  | 「カムバック」                                                       | Mark Kasprzyk, Wally Gagel, Xandy Barry                               | レッドライト・キング               | 3:39 |
| 8.  | 「イントゥ・ザ・ブルー」                                             | ギャヴィン・ロスデイル                                                | ブッシュ                           | 4:15 |
| 9.  | 「ア・ニュー・ウェイ・トゥ・ブリード」(フォーテック・リミックス)     | エイミー・リー、Terry Balsamo                                         | エヴァネッセンス                   | 4:00 |
| 10. | 「カウント・ミー・アウト」                                           | Franky Perez, Dave Kushner, Dave Warren, Scott Shriner, Joey Castillo | プッシャージョーンズ               | 4:37 |
| 11. | 「ホウェアエヴァー・アイ・ゴー」                                     | Josh Todd, Keith Nelson, Steve Dacanay                                | バックチェリー                     | 4:13 |
| 12. | 「フロム・アウト・オブ・ノーウェア」(フェイス・ノー・モア・カヴァー) | Billy Gould, Roddy Bottum                                             | ファイヴ・フィンガー・デス・パンチ | 3:23 |
| 13. | 「フロム・アウト・オブ・ノーウェア」                                 | チェリー・ボム、Adam Watts, Gannin Arnold, Andy Dodd                  | チェリー・ボム                     | 2:40 |

| #   | タイトル            | 作詞・作曲             | アーティスト | 時間 |
| --- | ------------------- | ---------------------- | ------------ | ---- |
| 14. | 「Pistols at Dawn」 | セルジオ・ピッツォーノ | カサビアン   | 5:18 |

### チャート入り
| 年   | チャート              | 最高 順位 |
| ---- | --------------------- | --------- |
| 2012 | Canadian Albums Chart | 14        |